# Maurizio Malvestiti
Maurizio Malvestiti (Marne, 25 augustus 1953) is een Italiaans geestelijke en bisschop van de Rooms-Katholieke Kerk.
Malvestiti bezocht het diocesaan seminarie van Bergamo en werd op 1 juni 1977 priester gewijd. Hij studeerde vervolgens nog enige tijd theologie in Rome.
Hij begon zijn kerkelijke loopbaan als kapelaan in Pedrengo en doceerde van 1978 tot 1994 aan het seminarie van Bergamo. Tussen 1994 en 2009 verbleef hij in Rome, waar hij medewerker, en laatstelijk bureauchef van de Congregatie voor de Oosterse Kerken was. Vanaf 2009 was hij ondersecretaris van dezelfde congregatie. In die hoedanigheid was hij onder andere lid van de Bilaterale Commissie voor de verhouding tussen de Heilige Stoel en Israël. Hij doceerde aan het Pauselijk Oosters Instituut en was rector van de San Biagio degli Armeni in Rome. Vanaf 1996 hulde hij zich in klein-paars als pauselijk kapelaan, en vanaf 2006, als pauselijk huisprelaat.
Paus Franciscus benoemde hem daags na zijn 61ste verjaardag tot bisschop van Lodi als opvolger van Giuseppe Merisi die met emeritaat ging.
Malvestiti werd bisschop gewijd op 11 oktober 2014 door kardinaal Leonardo Sandri in Sint-Pietersbasiliek in Rome.

## Galerie

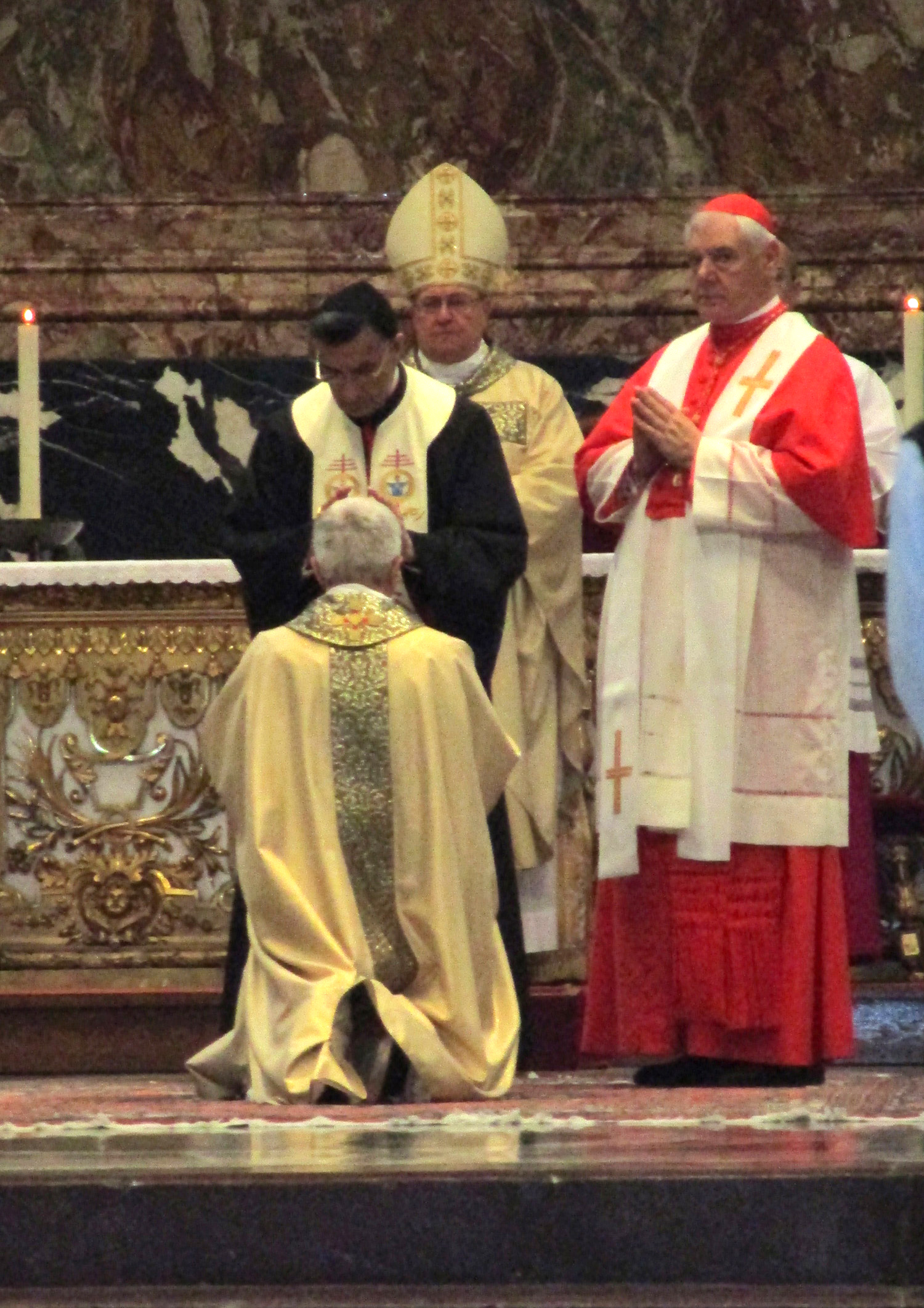
Maronitische patriarch Raï legt zijn handen op tijdens de wijding van mgr. Malvestiti. Achter hem staan de kardinalen Sandri en Müller.
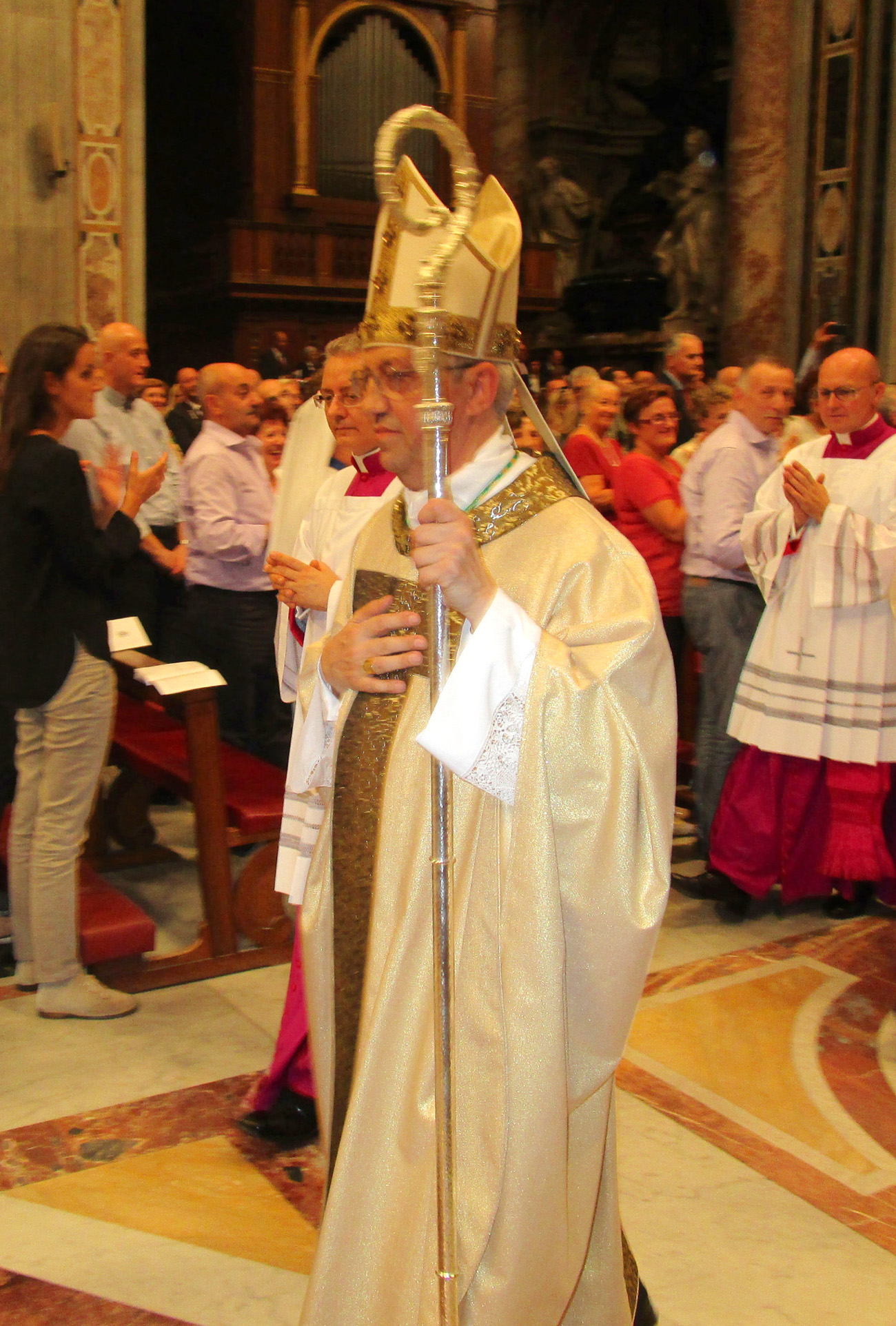
Bisschop Malvestiti na afloop van zijn bisschopswijding in de Sint-Pietersbasiliek in Rome.
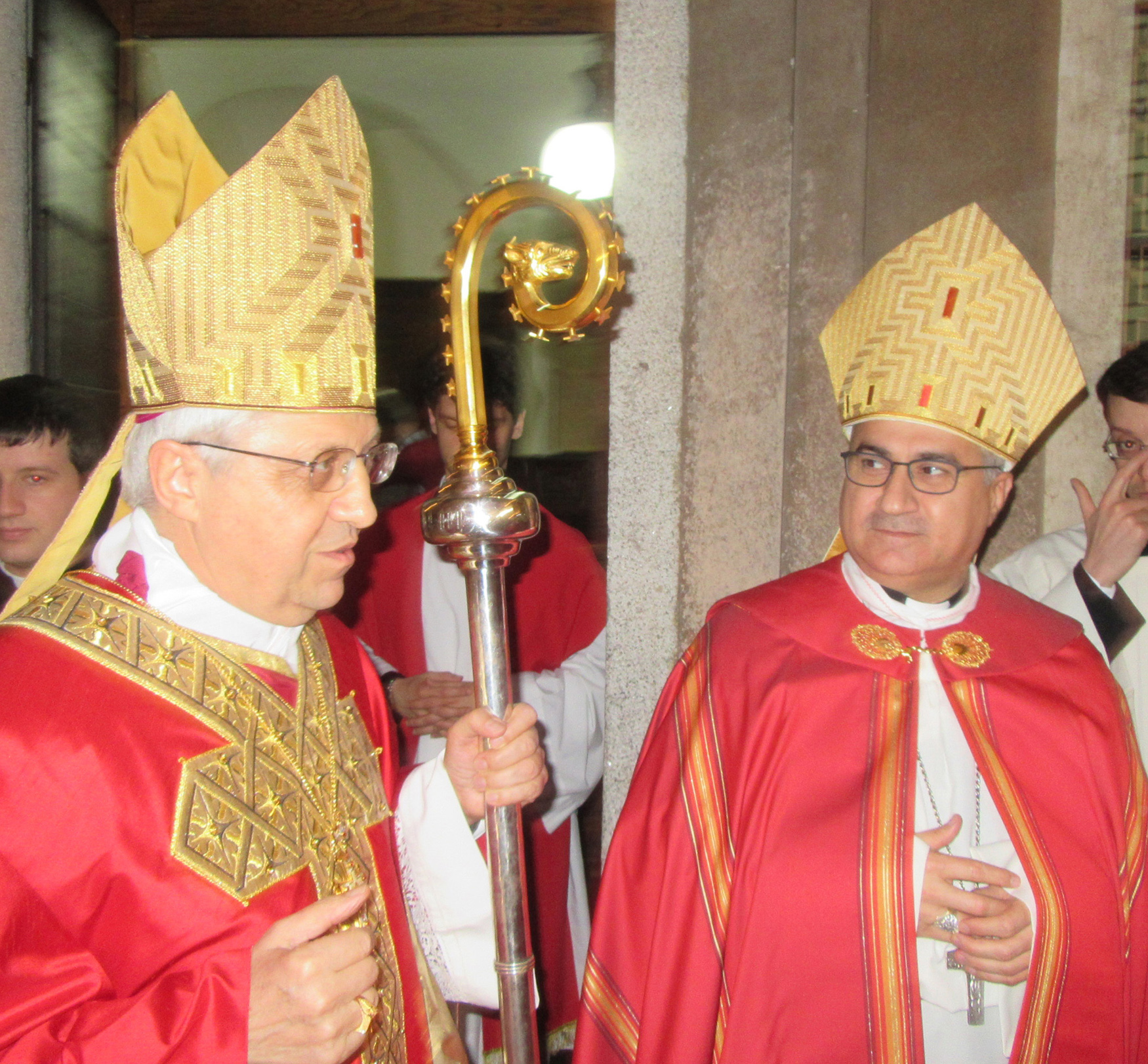
Bisschop Malvestiti (links) met bisschop Bashar Warda (rechts) tijdens de pinksterwake in de kathedraal van Lodi, 14 mei 2016
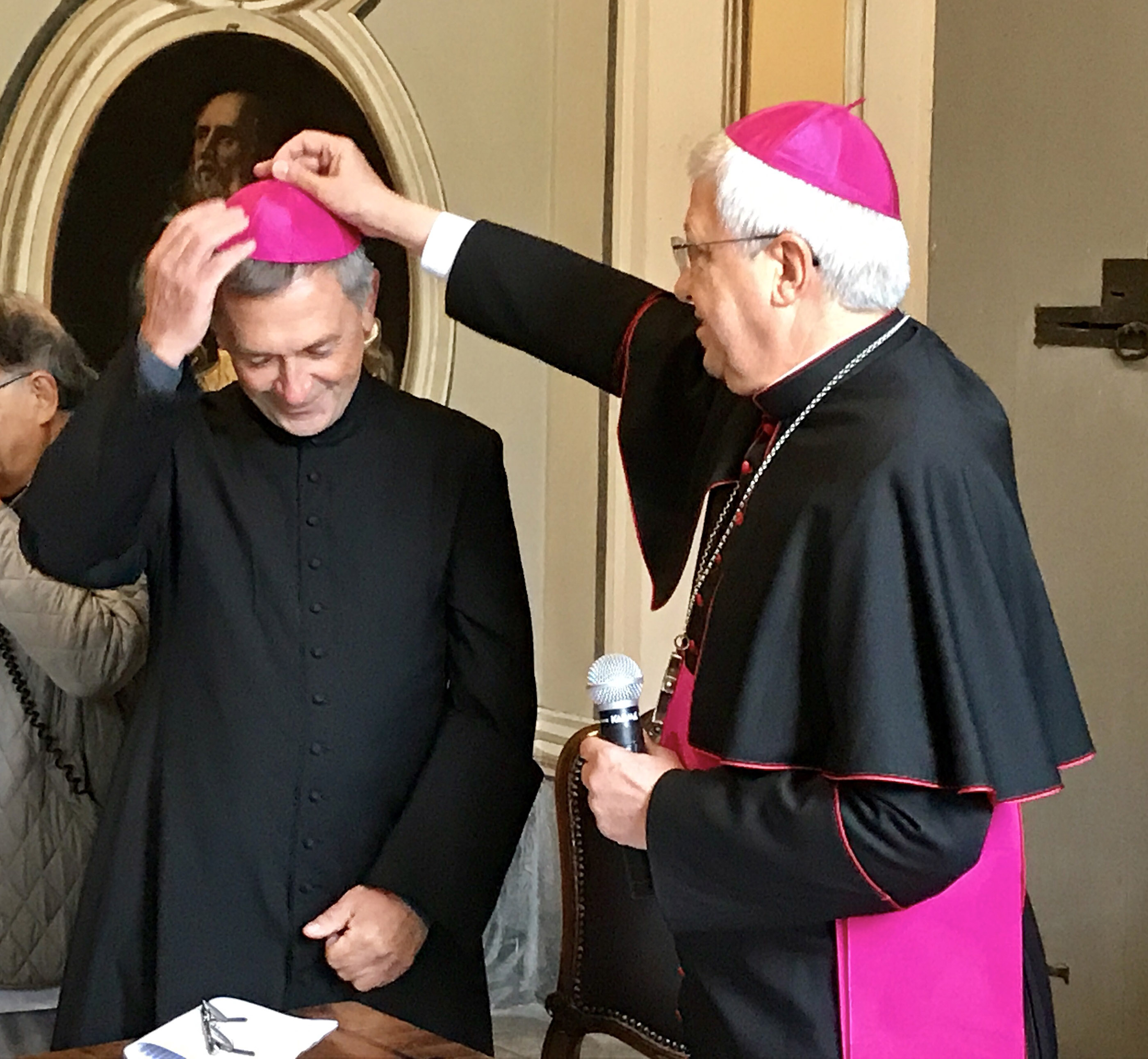
Bisschop Malvestiti zet de zucchetto op het hoofd van de nieuwe bisschop Egidio Miragoli van Mondvì